# Villa Mazziotti
Villa Mazziotti è una delle ville storiche di Napoli che si trovano nel quartiere di Posillipo. La villa fu eretta su un baluardo di epoca vicereale, nel luogo in cui si trovava il palazzo del duca d'Aquale (1629), già casino dell'Annunciata (XV secolo).

## Storia
La struttura, oggi trasformata in un condominio, faceva parte dei possedimenti della famiglia dei Mazziotti, baroni di Celso. Un esponente di questa famiglia originaria di Celso (Pollica), Francesco Antonio Mazziotti, eroe dell'unità nazionale, fu costretto a spostarsi dal Cilento a Napoli, sotto sorveglianza, a seguito di un'ordinanza restrittiva prefettizia del giugno 1838 e vi acquistò, nel 1840, vari edifici, tra i quali il palazzo Mazziotti a Trinità Maggiore (ora via Benedetto Croce) e una villa sul promontorio di Posillipo.
La villa ha un'entrata in comune con la villa Roccaromana e un'altra propria con cancello in ferro. Ha un piano interrato, un piano terra di tre vani, un primo piano di dodici vani e una sopraelevazione di un vano. È preceduta da un avancorpo con banchina verso il mare con ambienti su più livelli.

## Iconografia
Il precedente palazzo del Duca d'Aquale è rappresentato visto da ponente, in un quadro ad olio conservato a Madrid al Museo del Prado.
La villa Mazziotti è raffigurata, vista da ponente, in un quadro ad olio eseguito dalla baronessa Olimpia Mazziotti di Celso Cosenza, conservato dagli eredi, e in un altro dipinto ad olio anonimo. Un'altra raffigurazione della villa, unica immagine da levante, "vista dalla grotta, con personaggi in costume", è raffigurata in una gouache tedesca.
Esistono inoltre delle cartoline d'epoca (1885 e 1913) di villa Mazziotti, con la spiaggetta a ponente ancora libera da altri manufatti.

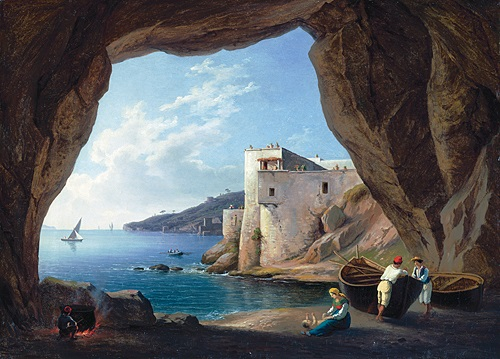
Villa Mazziotti, vista da levante